# Станки (Серпуховский район)
Станки — деревня (ранее рабочий поселок и станция узкоколейки) в Серпуховском районе Московской области. Входит в состав городского поселения Оболенск (до 29 ноября 2006 года входила в состав Калиновского сельского округа).

## Население
| 2002 | 2006 | 2010 |
| ---- | ---- | ---- |
| 25   | ↘20  | ↗23  |

## География
Станки расположены примерно в 24 км (по шоссе), на северо-запад от Серпухова, у границы с Калужской областью, на безымянном правом притоке реки Нара, высота центра деревни над уровнем моря — 177 м.